# 대안적 사실
대안적 사실(alternative facts)은 2017년 1월 22일 켈리앤 콘웨이 대통령 미국 보좌관이 미트 더 프레스(Meet the Press) 인터뷰에서 사용한 문구로, 도널드 트럼프 대통령 취임식 참석자 수에 대한 백악관 대변인 숀 스파이서의 허위 진술을 변호했다. 척 토드(Chuck Todd)와의 인터뷰에서 스파이서가 "증명 가능한 거짓을 발언"하는 이유를 설명하라는 압박을 받았을 때 콘웨이는 스파이서가 "대안적 사실"을 제공하고 있다고 말했다. 토드는 "봐라, 대안적 사실은 사실이 아니다. 이것들은 거짓이다. "라고 대답했다.
콘웨이가 입증 가능한 허위 사실에 대해 "대안적 사실"이라는 문구를 사용한 것은 소셜 미디어에서 널리 조롱되었으며 댄 래더, 질 에이브럼슨 및 미국 홍보 협회를 포함한 언론인과 미디어 조직으로부터 날카로운 비판을 받았다. 이 문구는 특히 이중사고라는 용어와 관련하여 오웰족으로 광범위하게 설명되었다. 인터뷰 후 4일 만에 조지 오웰(George Orwell)의 소설 『1984 (소설)』의 판매량이 95배 증가했으며, 뉴욕 타임즈 등에서는 콘웨이가 이 문구를 사용한 덕분에 이 책이 아마존닷컴에서 베스트셀러 1위를 차지했다고 밝혔다.
콘웨이는 나중에 "대안적 사실"을 "추가 사실 및 대체 정보"로 정의하면서 자신의 단어 선택을 옹호했다.

## 같이 보기
- 합의된 실재
- 탈진실 정치
- 트루시니스